# Slamnatica
Slamnatica, Ferriijeva vitičarka ili pečurkasta strnišnica (lat. Stropharia rugosoannulata) je jestiva gljiva iz porodice strnišnica (Strophariaceae), iz reda listićarki (Agaricales). Za razliku od mnogih drugih gljiva roda Stropharia, smatra se jestivom i uzgaja se za tržište.

## Opis
- Klobuk slamnatice je širok od 5 do 12 centimetara, mesnat, u mladosti zaokruženo konveksan, po vlažnom vremenu slabo viskozan, inače suh i sjajan, pojavljuje se u žutosmeđoj, sivosmeđoj, crvenosmeđoj ili zagasitožutoj boji, u mladosti se na rubu nalaze ostaci zastorka, rub je dugo vremena podvrnut.
- Listići su gusti, debeli, nejednako dugi, u pazušcu zaokruženi, sivoljubičasti ili sivoplavkasti.
- Stručak je visok od 7 do 16 centimetara (do 20 cm), od 2 do 3,5 cm debeo, najprije bjelkast, zatim bjelkastosmeđast ili žutosmeđast, čvrst, valjkast, pun; nosi opnast vjenčić koji može ponekad ostati samo u tragovima; iznad vjenčića slabo brazdast.
- Meso je bijelo, ispod kožice klobuka lagano slamnatožuto; miris i okus nisu izraženi.
- Spore su gotovo eliptične, glatke, 11 – 13 (18) x 7,5 – 8 (10) μm, otrusina je purpurnosmeđa ili crnosmeđe ljubičasta.

## Stanište
Raste izvan šuma na pognojenom tlu te ostacima slame i drugog bilja.   

## Upotrebljivost
Slamnatica je jestiva.

## Sličnosti
Zanimljivost slamnatice je u tome što se može javiti u slamnatožutoj ili smeđecrvenkastoj boji s ljubičastim odsjajem. Može doseći izuzetnu veličinu, a često je napadnuta parazitarnim gljivicama zbog čega može potpuno promijeniti oblik. Zanimljivost ove vrste je i u tome što se s velikim uspjehom na široko uzgaja širom svijeta. Ne postoji opasnost od zamjene s otrovnim gljivama.

## Slike
|  |  |  |  |  |
|  |  |  |  |  |

## Vanjske poveznice
|  | Zajednički poslužitelj ima stranicu o temi Stropharia rugosoannulata    |
|  | Zajednički poslužitelj ima još gradiva o temi Stropharia rugosoannulata |